# Beckii Cruel
Rebecca Anne Flint (Blackpool, Lancashire, 5 de junho de 1995), mais conhecida pelo nome artístico Beckii Cruel, é uma dançarina e cantora inglesa de música pop. Em 2010 ela alcançou popularidade no Japão após seus vídeos do YouTube com danças de canções pop foram publicados na Internet. Ela foi a 17.ª usuária com mais inscrições (3.ª mais na categoria de música) no YouTube do Japão em 25 de agosto de 2010. Sua conta do YouTube atingiu vinte milhões de visualizações e mais de 100 000 assinantes.

## Biografia

### 1995–2009: Início da vida e começo de carreira
Flint nasceu em Blackpool, Lancashire, Inglaterra, filha de um inspetor de polícia e uma ex-instrutora de dança. Ela se mudou com sua família aos 2 anos de idade para Ramsey, na Ilha de Man, onde frequentou Ramsey Grammar School. Ela começou a se interessar por anime e mangá com 11 anos de idade, quando ela começou a ler Fruits Basket. Em 22 de julho de 2007, ela começou um canal no YouTube com o nome "xBextahx" (a partir de um apelido que ela tinha quando era mais jovem). Em 15 de abril de 2009, ela postou um vídeo de si mesma dançando Danjo, um popular meme de internet japonês. Seus vídeo do YouTube foram carregados para o site de streaming de vídeo japonês Nico Nico Douga, onde ela instantaneamente atraiu fãs.
Flint assinou com a agência de talentos, Life Is So Cruel, Ltd.., em agosto de 2009. Emergindo sob o nome artístico "Beckii Cruel", ela voou para o Japão, onde ela iria realizar uma performance com Taro em Akihabara. Embora Cruel tivesse experiência em dança, tendo praticado o ballet por boa parte de sua vida, ela foi obrigada a passar por um treinamento vocal. Ela começou buscando o aconselhamento de David Holland (um agente que também trabalhou com Samantha Barks), e de acordo com seu pai, "trabalha com ele, pelo menos uma vez por semana".

### 2009–2010:This is Beckii Cruel!,Tsubasa wo Kudasai and Beckii: Schoolgirl Superstar at 14
Em outubro de 2009, Cruel visitou o Japão com um grupo chamado de Cruel Angels, com estudante francesa de 18 anos de idade, conhecida pelo seu nome artístico Sarah Cruel, de Lyon, e uma estudante de 17 anos de idade, de Portsmouth conhecida pelo seu nome artístico Gemma Cruel.
Em 4 de novembro de 2009, Cruel lançou duas canções em dois álbuns diferentes, chamadas "No, Upper Matsuri" (の、アッパー祭, No, Appā Matsuri) e "No, Ballad Matsuri" (の、バラード祭, No, Barādo Matsuri), parte do "No, Matsuri" (の、祭り), CD de uma série que apresenta outros cantores populares da comunidade japonesa Nico Nico Douga Video. Em 9 de dezembro, ela lançou seu primeiro DVD como idol, chamado This is Beckii Cruel!. Debutou na 8.ª posição no Japan's DVD charts.
Em 12 de outubro de 2010, a BBC Three estreou um documentário sobre ela, chamado de Beckii: Schoolgirl Superstar at 14. Este documentário  a trouxe ao público mainstream do Reino Unido. Em setembro de 2010, Cruel não era mais afiliado com o Cruel Angels, ou com o Cruel Angels Project, citando uma disputa com sua direção como o motivo de sua saída do projeto.

## Discografia

### Participação como artista convidada
| Ano  | Canção                                                 | Melhores Posições | Álbum                     |
| Ano  | Canção                                                 | UK                | Álbum                     |
| ---- | ------------------------------------------------------ | ----------------- | ------------------------- |
| 2013 | "Shi No Barado" (Area 11 participação de Beckii Cruel) | 115               | All The Lights In The Sky |

## Videografia
| Ano  | Álbum                                                                   | Oricon DVD Chart |
| ---- | ----------------------------------------------------------------------- | ---------------- |
| 2010 | This Is Beckii Cruel - Lançamento: 9 de dezembro de 2010 - Formato: DVD | 54               |